# 가미고촌 (야마가타현 니시타가와군)
가미고촌(上郷村)은 야마가타현 니시타가와군에 있던 촌이다. 현재의 쓰루오카시 중심부의 서방 우에쓰 본선 우젠미즈사와역 주변에 해당한다.

## 역사
- 1889년 4월 1일 - 정촌제 시행에 의해 7촌의 구역을 가지고 성립하였다.
- 1955년 7월 29일 - 쓰루오카시에 편입, 동일 가미고촌은 폐지되었다.

## 교통

### 철도
- 일본국유철도
  - 우에쓰 본선

### 도로
- 국도 제7호선

현재는 니혼카이 도호쿠 자동차도가 구촌 지역을 통과하지만, 당시에는 미개통 상태였다.

## 참고문헌
- 가도카와 일본 지명 대사전 6 山形県